# Muhlenbergia plumbea
Muhlenbergia plumbea är en gräsart som först beskrevs av Carl Bernhard von Trinius, och fick sitt nu gällande namn av Albert Spear Hitchcock. Muhlenbergia plumbea ingår i släktet muhlygräs, och familjen gräs. Inga underarter finns listade i Catalogue of Life.